# 延吉中路
延吉中路是中華人民共和國上海市杨浦区一條東西走向道路，西起黄兴路，東至營口路-隆昌路，全长1203米，道路始建於1952年，路名來自於吉林省延邊朝鮮族自治州延吉市。